# قرار مجلس الأمن التابع للأمم المتحدة رقم 938
قرار مجلس الأمن التابع للأمم المتحدة رقم 938، الصادر في 28 تموز / يوليو 1994، بعد التذكير بالقرارات السابقة بشأن إسرائيل ولبنان بما في ذلك القرارات 501 (1982)، 508 (1982)، 509 (1982) و520 (1982) ودراسة تقرير الأمين العام بطرس بطرس غالي حول قوة الأمم المتحدة المؤقتة في لبنان (اليونيفيل) التي تمت الموافقة عليها في 426 (1978)، قرر المجلس تمديد ولاية اليونيفيل لستة أشهر أخرى حتى 31 كانون الثاني 1995.
ثم أعاد المجلس التأكيد على ولاية القوة وطلب من الأمين العام بطرس بطرس غالي تقديم تقرير عن التقدم المحرز فيما يتعلق بتنفيذ القرارين 425 (1978) و 426 (1978).
اعتمد القرار بأغلبية 14 صوتاً؛ وتغيبت رواندا عن الاجتماع.

## روابط خارجية
- نص القرار في undocs.org